# Roquebrussanne (tổng)
Tổng Roquebrussanne là một tổng thuộc tỉnh Var trong vùng Provence-Alpes-Côte d'Azur.

## Địa lý
Tổng này được tổ chức xung quanh La Roquebrussanne trong quận Brignoles. Cao độ vùng này từ 178 m (Méounes-lès-Montrieux) đến 1 055 m (Mazaugues) với độ cao trung bình 347 m.

## Các xã
Tổng Roquebrussanne gồm 8 xã với dân số tổng cộng 16 151 người (điều tra dân số năm 1999, dân số không tính trùng).
| Xã                          | Dân số | Mã bưu chính | Mã insee |
| --------------------------- | ------ | ------------ | -------- |
| Forcalqueiret               | 1 665  | 83136        | 83059    |
| Garéoult                    | 4 882  | 83136        | 83064    |
| Mazaugues                   | 511    | 83136        | 83076    |
| Méounes-lès-Montrieux       | 1 246  | 83136        | 83077    |
| Néoules                     | 1 617  | 83136        | 83088    |
| Rocbaron                    | 3 026  | 83136        | 83106    |
| La Roquebrussanne           | 1 672  | 83136        | 83108    |
| Sainte-Anastasie-sur-Issole | 1 532  | 83136        | 83111    |

## Thông tin nhân khẩu
| 1962                                                     | 1968  | 1975  | 1982  | 1990   | 1999   |
| -------------------------------------------------------- | ----- | ----- | ----- | ------ | ------ |
| 3 068                                                    | 3 565 | 3 986 | 6 840 | 11 540 | 16 151 |
| Nombre retenu à partir de 1962 : dân số không tính trùng |       |       |       |        |        |